# Gromilus
Gromilus är ett släkte av skalbaggar. Gromilus ingår i familjen vivlar.
Kladogram enligt Catalogue of Life:
| Gromilus | \| \| Gromilus insularis \| \| \| \| |
|          | \| \| Gromilus insularis \| \| \| \| |
|          | Gromilus insularis                   |
|          |                                      |

## Bildgalleri

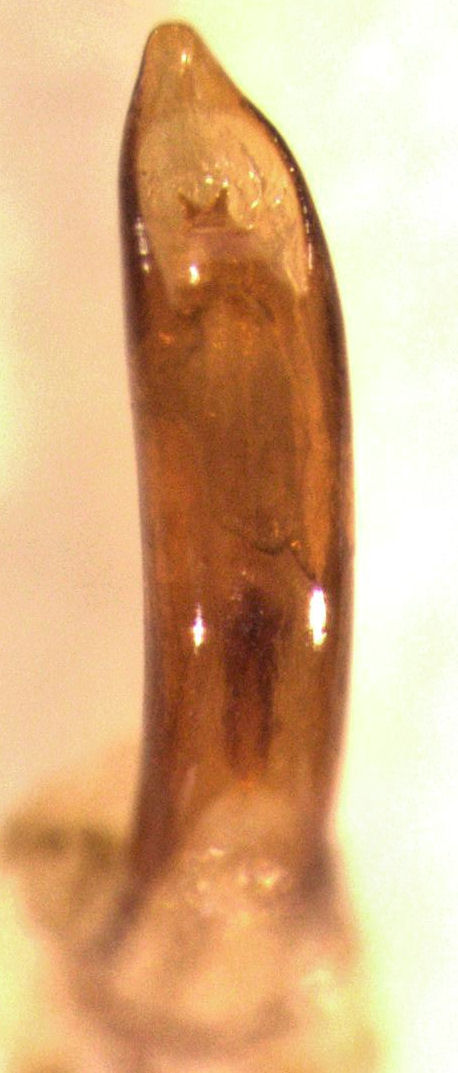
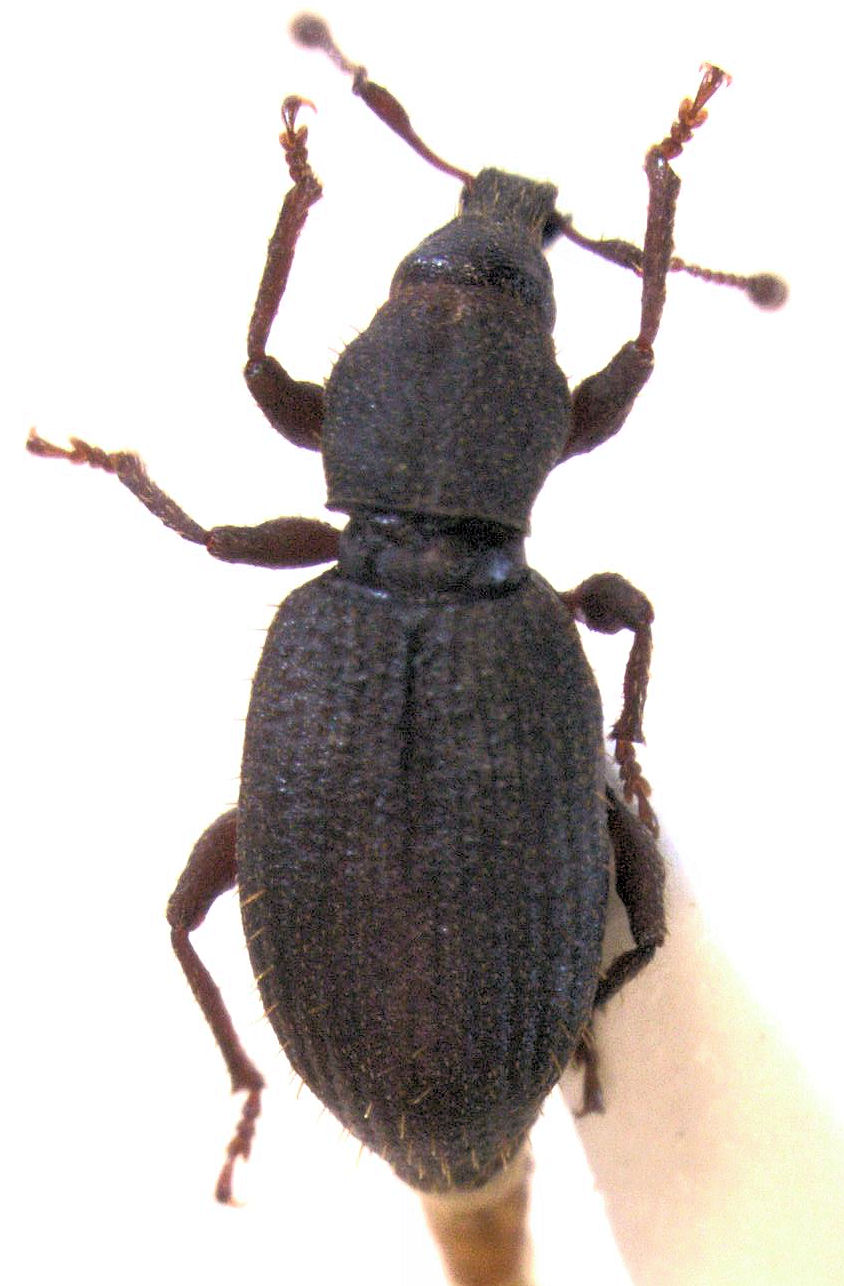
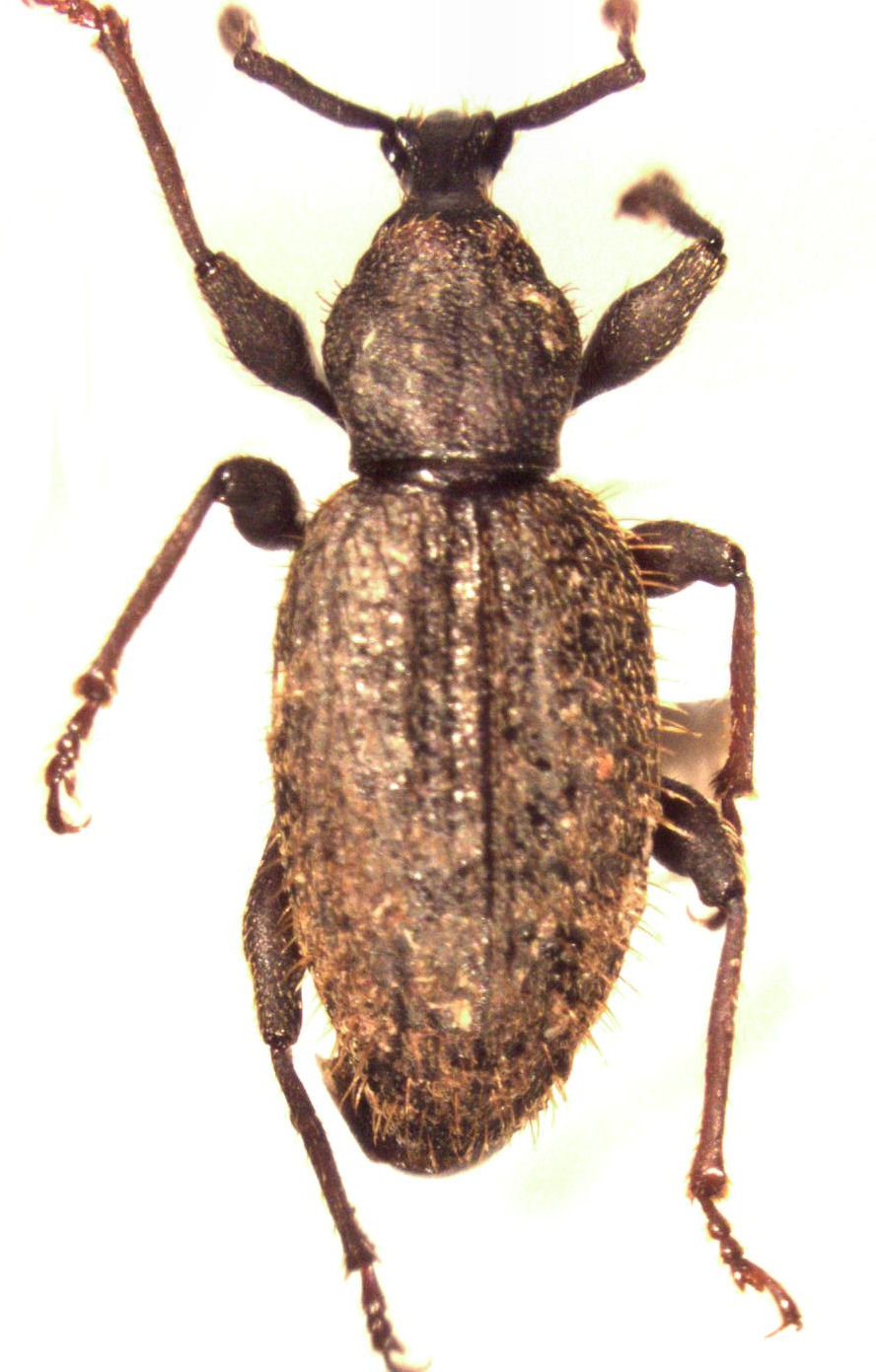
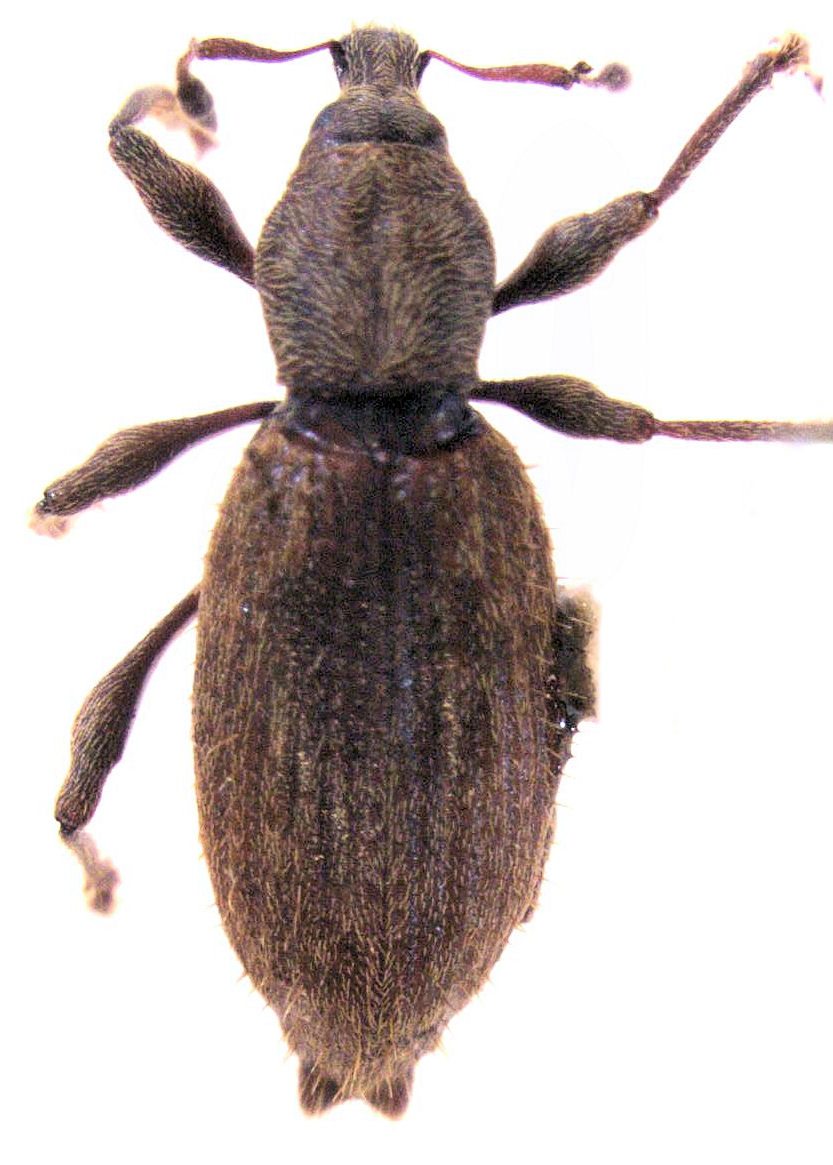